# ショウケ越
ショウケ越（ショウケごえ）は、福岡県糟屋郡須恵町と飯塚市をまたぐ峠である。案内標識などにはショウケ峠という表記も見られる。
ショウケとは、竹で編んだザルの一種である笊笥（そうけ）が訛ったもので、神功皇后が現在の宇美町で応神天皇を出産した際にショウケの籠に入れて峠を越えた事からその名が付いたとされる。

## 概要
福岡県道60号飯塚大野城線が通る峠で、全長約15km、最大標高500m。標識があるだけで57箇所と急カーブが多く、須恵町側は勾配もきついが、道路はある程度整備舗装されており、交通量も少なくない。須恵町と飯塚市の境である峠頂上付近に砥石山へ向かう歩行者専用陸橋があったが、老朽化のため2022年までに撤去された。糟屋郡宇美町を経由して大野城市へと続く道であり、筑豊地区から大野城市・春日市・太宰府市および福岡市南部方面への最短ルートでもある。
気象の変動が大きく、道路脇は地盤が比較的弱いこともあってか、大雨が降った場合は崖崩れ等による片側交互通行（2009年において大雨により3箇所が崖崩れとなった）、冬場は積雪、路面凍結による通行止めやチェーン規制になる可能性が大きい。時間雨量25mm連続雨量60mm/3hで通行注意、時間雨量35mm連続雨量90mm/3hで通行止となる。